# Roullens
Roullens é uma comuna francesa na região administrativa de Occitânia, no departamento de Aude. Estende-se por uma área de 7,89 km². Em 2010 a comuna tinha 483 habitantes (densidade: 61,2 hab./km²).